# Кос (округ)
Округ Кос (грч.  - periferiakí enótita Kou) је округ у периферији Јужни Егеј у југоисточној Грчкој. Управно средиште округа је град Кос на истоименом острву Кос, које је средишње у округу. Округ обухвата веће острво Кос, мање острво Нисирос и више острвца и хриди, суштински средишњи део Додеканеза.
Округ Кос је успостављен 2011. године на поделом некадашње префектуре Додеканез на 5 округа.

## Природне одлике
Округ Кос је острвски округ у југоисточном делу Грчке, који обухвата веће острво Кос (чак 85% површине округа) мање острво Нисирос и више острвца и хриди, која су смештена у крајње југоисточном делу Егејског мора. Дата острва су удаљенија од грчког копна, али су зато близу турског (Мала Азија).
Острва су махом планинска. Острва ближа копну (нпр. Кос) имају подземне изворе воде, па су са значајним растињем и погоднија за живот. Друга острва, удаљенија д копна, су са мало воде, па су већином под голетима. Омања равница постоји на северној обали Коса и она је плодна и густо насељена.
Клима у округу је средоземна.

## Историја
Погледати: Кос

## Становништво
По последњим проценама из 2001. године округ Кос је имао око 31.000 становника, од чега чак 97% живи на острву Кос. Такође, више од 1/2 окружног становништва живи у седишту округа, граду Косу.
Етнички састав: Главно становништво округа су Грци, а у граду Косу живи и малобројна муслиманска мањина.
Густина насељености је око 95 ст./км², што је више од просека Грчке (око 80 ст./км²). Међутим, острво Кос је значајно гушће насељено од осталих мањих острва у округу.

## Управна подела и насеља
Округ Кос се дели на 2 општине (број је ознака општине на карти):
1. Кос - 7
2. Нисирос - 11

Град Кос је највеће насеље и седиште округа и једино његово велико насеље (> 10.000 ст.).

## Привреда
Становништво округа Кос је традиционално било окренуто поморству и средоземној пољопривреди (агруми, маслине). Иако су дате делатности и данас развијене, оне су у сенци туризма. Током протеклих деценија округ је постао туристичко одредиште у Грчкој, посебно монденски Кос.